# Calling (福山雅治のアルバム)
『Calling』（コーリング）は、福山雅治が1993年10月21日にリリースした5枚目のオリジナルアルバムである。

## 概要
- シングル・アルバムを通じて初めてオリコンチャート1位を獲得した作品である。
- 初回限定盤のみSIONの同名曲のカバーである「SORRY BABY」を収録したボーナスCD付。

## 収録曲
| 全作詞・作曲: 福山雅治。 |                      |           |            |          |      |
| #                        | タイトル             | 作詞      | 作曲・編曲 | 編曲     | 時間 |
| 1.                       | 「Calling」          | 福山雅治  | 福山雅治   | 佐橋佳幸 | 4:11 |
| 2.                       | 「All My Loving」    | 福山雅治  | 福山雅治   | 小原礼   | 4:06 |
| 3.                       | 「Moon」             | 福山雅治  | 福山雅治   | 小原礼   | 4:49 |
| 4.                       | 「言い出せなくて…」  | 福山雅治  | 福山雅治   | 斎藤誠   | 4:13 |
| 5.                       | 「KISS AND KILL ME」 | 福山雅治  | 福山雅治   | 斎藤誠   | 3:08 |
| 6.                       | 「恋人」             | 福山雅治  | 福山雅治   | 佐橋佳幸 | 4:33 |
| 7.                       | 「遠くへ」           | 福山雅治  | 福山雅治   | 小原礼   | 4:59 |
| 8.                       | 「MELODY」           | 福山雅治  | 福山雅治   | 斎藤誠   | 4:31 |
| 9.                       | 「Marcy's Song」     | 福山雅治  | 福山雅治   | 佐橋佳幸 | 4:29 |
| 10.                      | 「IN THE CITY」      | 福山雅治  | 福山雅治   | 斎藤誠   | 4:12 |
| 11.                      | 「IN MY HEART」      | 福山雅治  | 福山雅治   | 小原礼   | 3:50 |
| 12.                      | 「Good Luck」        | 福山雅治  | 福山雅治   | 斎藤誠   | 4:41 |
| 合計時間:                | 合計時間:            | 合計時間: | 51:42      |          |      |

| #         | タイトル       | 作詞          | 作曲      | 編曲      | 時間 |
| --------- | -------------- | ------------- | --------- | --------- | ---- |
| 1.        | 「SORRY BABY」 | SION・OKAMOTO | SION      | 小原礼    | 4:58 |
| 合計時間: | 合計時間:      | 合計時間:     | 合計時間: | 合計時間: | 4:58 |

### 楽曲解説
1. Calling
アルバムのレコーディング後半にできた楽曲。ライブで手拍子になる曲が欲しいということで作られた。詞の内容は、当時の福山自身のライブに対する気持ちだという。
ライブアルバム『Fukuyama masaharu acoustic live best selection "Live Fukuyamania"』にライブテイクが収録されている。
2. All My Loving
8thシングル「All My Loving／恋人」の1曲目。
3. Moon
アメリカの道を自動車で走っているイメージで、これまで作ったことのなかった8分の6拍子に挑戦した楽曲。編曲の小原礼に、英語の“L”と“R”の発音の区別を注意されたため、歌入れに苦労したという。
ライブアルバム『Fukuyama masaharu acoustic live best selection "Live Fukuyamania"』にライブテイクが収録されている。
4. 言い出せなくて…
サウンドの時間の流れと詞の時間の流れが同時進行していく、福山自身もお気に入りの楽曲。詞は、はじめに“友達のまま雨にうたれたいつもと同じ帰り道”というフレーズが浮かんだので、最後は“友達のまま雨はあがった”にしようと決め、その間を考えていった。また、サビが“さよならまたあした”と口語体になっているが、これは口語体のサビは恥ずかしいので、サビに情景描写の詞を書いてきた福山にとって挑戦であったという。
5. KISS AND KILL ME
これまでになかったタイプの楽曲。肉感的な詞になっており、歌っていて楽しかったという。ギターソロは福山自身によるもの。
6. 恋人
8thシングル「All My Loving／恋人」の2曲目。
7. 遠くへ
ロッテ「グリーンガム」CMソングであり、コンサートのアンコール曲に長年使用されている楽曲。アルバムのレコーディングでは最初にできた曲であり、愛着があるという。
テンポに独特の揺れがあり、仮歌の時はよかったが、歌詞が乗ってからは全く乗れず、歌いにくかったという。
詞の内容は「約束の丘」から少し続いているところがあり、より具体的なシチュエーションと気持ちを入れたものになっている。
8. MELODY
7thシングル。表記はないが、リミックスされたアルバムバージョン（当初はリアレンジして、歌も入れ直すという話があったという）。
9. Marcy's Song
レコーディングに入るまでメロディーがほとんど決まっておらず、オケを録りながらメロディーを決めていったという楽曲。当初、まったく詞のイメージが湧かなかったが、テレビについて書くということになったので、テレビに出ている福山自身についてを少しひねって書いたという。詞に出てくる「箱」とはブラウン管テレビのこと。
10. IN THE CITY
11. IN MY HEART
毎日放送『テレビのツボ』オープニングテーマ曲。
12. Good Luck
ベストアルバム『MAGNUM COLLECTION 1999 "Dear"』にライブテイクが収録されている。

Bonus CD（初回限定盤のみ）
1. SORRY BABY
後に9thシングル「IT'S ONLY LOVE／SORRY BABY」にも収録された。